# Лютаджик
Лю́таджик (болг. Лютаджик) — село у Врачанській області Болгарії. Входить до складу общини Враца.

## Населення
За даними перепису населення 2011 року у селі проживали 137 осіб, усі — болгари.
Розподіл населення за віком у 2011 році:
Динаміка населення: